# Московський коксогазовий завод
"Московський коксогазовий завод " ("Москокс ") — російське підприємство коксохімічної промисловості, розташоване у м. Видному Московській області.

## Історія
Будівництво розпочато у 1938 році, з початком війни було припинено та відновлено лише після її закінчення. Перший кокс та коксовий газ було отримано на заводі 1 квітня 1951 року. Завод будувався для виробництва не тільки коксу, а й коксового газу для того, щоб додати його до природного газу, що надходить у квартири москвичів. Робоче селище заводу стало основою міста Видне.
У 1960-1970-ті роки запущено аміачне виробництво та кисневий цех. У 1972—1973 роках була запущена одна з перших СРСР установок з біохімічного очищення стічних вод. У 1980-1990-ті роки на заводі також вироблялися товари народного споживання (касети, миючі засоби та ін.).
З розпадом СРСР коксові батареї було реконструйовано. З метою обмеження викиду шкідливих речовин у довкілля закрито цех ректифікації, виробництво аміаку.
З жовтня 2006 року входить до компанії "Мечел ". Станом на 2010-і роки виробляє кокс, бензол, кам'яновугільну смолу. Коксова продукція виробляється на чотирьох коксових батареях, призначена переважно для використання в металургійній промисловості, серед споживачів як підприємства Центральної Росії, так і Євросоюзу. Має власну електростанцію встановлену потужність 30 МВт.
29 січня 2023 року, на тлі вторгнення Росії в Україну, підприємство було внесено до списку санкцій України.

## Залізнична станція
На території Московського коксогазового заводу розташована велика промислова залізнична станція «Заводська», що обслуговує завод Заводська (станція, Москокс). Гілка на коксогазовий завод починається від станції Бірюльово-Товарна.

## Критика
У липні 2021 року в результаті скарг місцевих жителів Росприроднагляд повідомив, що планує звернутися до суду з позовом про відкликання дозволу підприємства на викиди. За припущенням представника Росприроднагляду, підприємство навмисне занижує показники викидів та має інші порушення. На думку представника «Мечел», претензії не мають підстав, оскільки підприємство працює з дотриманням санітарних та екологічних норм.